# Cratere Daiyang
Daiyang è un cratere sulla superficie di Marte.